# Future Blues
Future Blues är ett musikalbum av den amerikanska bluesrockgruppen Canned Heat släppt 1970 på Liberty Records. Detta var det sista album som frontfiguren Alan Wilson medverkade på innan han oväntat dog. Det var också det första albumet där Harvey Mandel medverkade. Han hade ersatt Henry Vestine som lämnat gruppen efter deras förra album. Dr. John medverkar på piano på spåren "Skat" och "London Blues". Deras cover på Wilbert Harrisons låt "Let's Work Together" blev en singelhit både i USA och England. Även "Sugar Bee" släpptes som singel men gjorde ingen större framgång som sådan, även om den nådde 49:e plats på brittiska singellistan.
År 2000 gavs en CD-utgåva ut av albumet på skivbolaget Repertoire innehållandes 5 bonusspår.

## Låtar på albumet
(upphovsman inom parentes)
1. "Sugar Bee" (Shuler) - 2:39
2. "Shake It and Break It" (Wilson) - 2:35
3. "That's All Right" (Crudup) - 4:19
4. "My Time Ain't Long" (Wilson) - 3:49
5. "Skat" (Wilson) - 2:44
6. "Let's Work Together" (Harrison) - 2:53
7. "London Blues" (Wilson) - 5:31
8. "So Sad (The World's in a Tangle)" (DeLaParra/Hite/Mandel/Taylor/Wilson) - 7:57
9. "Future Blues" (DeLaParra/Hite/Mandel/Taylor/Wilson) - 2:58

## Listplaceringar
- Billboard 200, USA: #59[1]
- UK Albums Chart, Storbritannien: #27[2]
- RPM, Kanada: #24[3]
- VG-lista, Norge: #14[4]